# Dumaran
Dumaran est une île de la province de Palawan (Philippines) située dans la mer de Sulu. Elle est administrativement partagée entre les municipalités de Dumaran et Araceli.

## Géographie

### Démographie
L'île Dumaran a une population de 21 397 habitants répartie sur une superficie de 435 km2.